# Doug Laing
Douglas Stanley Laing, detto Doug (Shanghai, 19 marzo 1931 – 27 ottobre 2014), è stato un pallanuotista australiano.
Ha partecipato, come membro dell'Australia, alle Olimpiadi di Helsinki 1952 e di Melbourne 1956